# Nó alternado

Um dos três não-alternando nós com a travessia do número 8

Na teoria do nó, um diagrama de nó ou enlace está alternando se os cruzamentos alternarem sob, sobre, abaixo, ao longo, como um viaja ao longo de cada componente do enlace e, um enlace está alternando se tiver um diagrama alternativo.
Muitos nós são alternados com os números de cruzamentos (menor que 10), isso proporciona nas conjecturas de Tait as propriedades as quais permitiram as tabulações dos nós primários e, para a construção de tabelas com poucos erros e / ou omissões. Os primeiros nós não alternados são de 8 cruzamentos (e há três como: 819, 820, 821).[carece de fontes?]
É conjeturado que a passagem aumenta, a percentagem de nós que são alternadas vai para 0 exponencialmente rapidamente.[carece de fontes?]
Alternando os nós, eles têm um papel importante na teoria do nó e na 3-manifold teoria, devido aos seus complementos os quais são úteis e interessante para as propriedades das áreas de geometrias e topológicas. Isso levou Ralph Fox para perguntar, "o Que é uma corrente nó?"[carece de fontes?]
Por isso ele foi perguntar o que as propriedades de não diagramática do nó complementar caracterizaria a alternância de nós.[carece de fontes?]
Em novembro de 2015, Josué Evan Greene publicou uma pré-impressão, que estabeleceram uma caracterização de alternância entre ligações em termos de concreto, abrangendo as superfícies, por exemplo, uma definição de alternância entre ligações (dos quais, alternando-se os nós são um caso especial) sem utilizar o conceito de um diagrama de nó.
Várias informações geométricas e topológicas são reveladas em um diagrama de corrente. Primeness (primordialmente) e splittability (divisão) de um nó é facilmente visto no diagrama. os números de cruzamento de um reduzed (reduzido), alternando diagrama e o cruzamento de número do nó. Este último é um dos comemorado das conjecturas de Tait.[carece de fontes?]
Uma corrente de diagrama de nó é de um-para-uma correspondência com uma planar graph (gráfico planar). Cada cruzamento é associado a uma borda e metade dos componentes conectados do complemento do diagrama e estão associados com vértices em um verificador de bordo.[carece de fontes?]